# Sairam
Sayram (uzbek Сайрам) és una ciutat del Kazakhstan a la província del Kazakhstan del Sud al riba del riu Sayram Suv (que neix a la muntanya Sayram; Sayram Suv vol dir "Aigua del Sayram" o "Riu Sayram", com en turc "su" = riu). Les muntanyes de la rodalia són anomenades Sayram Elys (Muntanyes prop de Sayram).

## Població
La seva població a mitjans dels anys noranta era de 37.000 habitants. La població estimada el 2005 és de 43.000 habitants. El repartiment és: 95% uzbeks, 3% kazakhs, 1% russos i 1% altres. A la zona s'han establert molts emigrants uzbeks que són classificats de "oralmans" és a dir kazakhs retornats.
La ciutat no sembla haver estat part de la Unió Soviètica amb molt pocs rastres d'arquitectura soviètica. Les cases són típicament de l'Àsia central i de no més de dos pisos. Abunden els minarets, les mesquites i els mausoleus alguns de més de 1000 anys.

## Història
La ciutat de Sayram es considera la més antiga del Kazakhstan. Les troballes arqueològiques la remunten a fa uns tres mil anys. Els historiadors d'Alexandre el Gran no l'esmenten però ja existia al seu temps, si bé estava a un dia de camí del riu Iaxartes i els grecs no la van conèixer.
Després del Concili d'Efes el 431 molts nestorians van marxar cap a Àsia central i es van establir comunitats nestorianes en molts llocs. Una comunitat nestoriana està testimoniada a Sayram quan hi van arribar els àrabs musulmans el 766. L'introductor de l'islam a la ciutat és recordat com Iskak-bab; un manuscrit anomenat Nasabname diu que els guerrers musulmans sota Iskak-bab van arribar a Sayram i es van trobar amb el patriarca nestorià, Nakhibar. Ishak va convidar a Nakhibar a convertir-se i el patriarca va contestar que tenia darrere seu setanta generacions de creients i, per tant, la seva fe era ferma; llavors va seguir una lluita cos a cos que va durar tres dies, i milers de nestorians (10.000) i musulmans (15000) van morir; el portaestendard dels musulmans era Abd al Aziz-baba, l'heroisme del qual va esdevenir proverbial
Ishak-bab va construir la primera mesquita de la ciutat (i del modern territori del Kazakhstan). La ciutat fou reanomenada Isfijab o Isfidjab. La primera cosa certa que se sap és que fou conquerida pel samànida Nuh ben Asad, governador de Samarcanda, l'any 840 que hi va construir una muralla que protegia les seves vinyes i terres de cultiu, amenaçades per les incursions dels turcs de les estepes, oghuz i qimak. Era una vila de frontera habitada pels ghazis o combatents de la fe, que van construir diversos ribats o temples fortaleses. Molts d'aquestos ribats eren finançats per les poblacions de les ciutats de Transoxiana situades lluny de la frontera; ribats construir per gent de Bukharà, de Samarcanda i de Nakhshab són esmentats; el comandant samànida Karatigin al-Isfidjabi va finançar també un ribat. La ciutat estava exempta de taxes com a lloc fronterer; es pagava un tribut simbòlic i s'enviava algun regal a l'emir samànida a Bukharà. La ciutat era una fortalesa típica amb un fortí central (ark) i una ciutat fortificada (shahristan) que formava una altura important protegida per murs que també protegien els ravals (rabad). Era lloc de comerç entre els productes dels nòmades i els sedentaris; el cotó era un mercat molt important que descriu Al-Mukaddasi; els mercaders de cotó (suk al-karabis) eren dels més actius; la caritat recollia 7000 dirhams al mes.
Fou una escala de les caravanes de la ruta de la seda cap a Taixkent a l'est i cap a Taraz al sud. Al segle X els turcs van adoptar l'islam com a religió i ja abans del 1000 la ciutat era el centre del territori anomenat Torkān-e āštī (Turcs en treva o turs musulmans) fins al Sir Darya i tenia 1/3 de la mesura de Bankat, capital del districte vei de Shahs. Estava governada per una dinastia local (els asfgidjàbides) que Barthold suposa que era d'origen turc, el cap del qual pagava una tribu als samànides, i que exercia una autoritat més o menys efectiva cap a les estepes, on el "rei dels turcmens" d'Ordu, li enviava regals. Probablement Abu Mansur Muhammad ibn Husayn (o Hasan) al-Isfidjabi que es va revoltar el 997/998 contra els samànides i va demanar ajut al karakhànida Ilig Nasr, era membre de la dinastia.
Vers el 980 va caure en mans del karakhànida de Balasagun Bughra Khan Harun (o Hasan) que la van arrabassar als àrabs, llavors governats aquí en nom del samànida Nuh II. Els karakhànides occidentals tenien com a centres Asfidjab, Talas i Fergana, i els seus kans hi van emetre moneda. Al començament del segle xiii va caure en poder dels cumans i el xa de Coràsmia Ala al-Din Muhammad va devastar la zona per impedir la seva conquesta pels kara khitay dirigits per Kuchtlug.
Sota els mongols al segle xiii va agafar el nom de Sayram, que l'etimologia popular diu que ve del persa sipid o ispid que vol dir "blanc". A final d'aquest segle xi, Mahmud al-Kashghari identifica Isfidjab amb Sayram a l'obra "Diwan lughat al-Turk".
El gran xeics (cap religiós) Khodja Ahmad Yasawi (1103-1166) va tenir com a mestre al gran erudit local Hazrat Shaykh Shaxobiddin Isfijabi. Ahmad és conegut modernament com a Oqota Bobo en uzbek (Gran Pare Blanc) i està enterrat a la ciutat. Ahmed va anar a Bukhara i va estudiar i va retornar per iniciar la seva pròpia orde a Yasa. Va ser un religiós famós i tanta fama tenia que Tamerlà, molt de temps després, li va fer construir un mausoleu.
El 1211 estava en mans d'Ala al-Din Muhammad xa de Coràsmia, però el 1213 va ordenar evacuar la ciutat amb tots els seus habitants al no poder defensar la zona contra Kuchlug l'usurpador mongol naiman que era ara kan kara khitai. El mateix es va fer amb Shash, Fergana (Farghana), i Kasan, repassant a l'altre costat del riu Iaxartes i deixant-la als kara khitai.
Els mongols la van conquerir a aquestos el 1218 però i van fer molt poc mal si es compara amb la propera Otrar.
Rashid al-Din (1247-1318） diu que Sayram fou anomenada Kary Sailam, i era una gran ciutat amb 40 portes; es tardava un dia a creuar la ciutat. A les fonts xineses no apareix abans de la dinastia mongola dels Yuan. En xinès la ciutat es diu 塞兰. El 1220 el monjo taoista Qiu Chuji va sortir de Shandong i va viatjar per l'Àsia central cap a Pèrsia; en el relat del seu viatge escrit per un deixeble amb el nom de "Viatges a l'oest de Qiu Chang Chun" Sayram és esmentada.
Va estar en una zona en que entraven en disputa el Kanat de Txagatai i l'Hora de l'oest (després Horda d'Or). Tamerlà el 1377 la va concedir a Toktamish, que li havia demanat ajut; una vegada consolidat al poder, Toktamish no va acceptar el predomini de Tamerlà a la zona oriental del seu kanat, i des de 1387 va entrar en guerra amb el seu antic protector. El 1391 fou derrotat en la batalla de Kunduzcha i després altre cop el 1395. La zona va quedar per Tamerlà. El 1404 Tamerlà va concedir a Ulugh Beg (fill de Xah Rukh) els governs de Taixkent, Sayram, Yenghi, Akhira i part del regne de Mogolistan fins a la Xina; a Ibrahim Sultan (un altre fill de Xah Rukh) li va concedir el govern d'Andijan, Aksiket, Taraz i Kaixgar fins a Khotan. El 1405, a la mort de Tamerlà, Ulugh Beg i Ibrahim Sultan van retornar al Khurasan però el 1409 Xah Rukh fou reconegut emperador i el territori va quedar a cavall entre l'imperi de Txagatai i el kanat de Mogolistan.
A la dinastia Ming l'enviat imperial a la cort timúrida, Chen Cheng (陈诚), va escriure un relat del seu viatge (Xi yu fan guo zhi, que vol dir "relat dels països bàrbars de les regions occidentals", i dedica un capítol a Sayram, que era territori timúrida.
Era un centre actiu en temps de Tamerlà. Bugha Khan la va devastar junt amb Turkestan i Taixkent el 1451. A la meitat del segle xv els tamerlànides la van perdre en favor del kan uzbek Abul Khayir. Encara en el segle xv fou governada per Yunus Khan, avi matern de Baber o Babur. El 1522 el txagataida Mansur Khan va fer una expedició contra els kirguís que havien assolat el territori de Sayram fins a Fergana; després va passar a mans del kan dels kazakhs. El 1723 va quedar sota domini dels calmucs fins que el seu imperi fou destruït pels xinesos el 1758, tornant llavors al kazakhs. Fou part del kanat de Kokand fins al 1810 quan va passar al kanat de Bukharà, i finalment va passar a Rússia el 1864. A la ciutat encara es parla l'uzbek però un dialecte proper al kazakh.